# Hacemos Unidos por Córdoba
Hacemos Unidos por Córdoba, anteriormente conocida como Hacemos por Córdoba, es una coalición de partidos políticos, con mayoría de filiación peronista, de la provincia de Córdoba, Argentina, liderada por Juan Schiaretti y fundada el 12 de marzo de 2019.
Está integrada por doce partidos: El Partido Justicialista, Acción para el Cambio (APEC), el Partido Demócrata Cristiano, el Partido Fe, el Movimiento de Integración y Desarrollo (MID), la Unión Vecinal Federal (UVF), el Partido Compromiso Federal, el Partido Liberal Republicano, el Partido Socialista, el Partido GEN y el Partido Intransigente.
La coalición logró el triunfo en las elecciones provinciales de Córdoba de 2019, consagrando a su líder por un nuevo período como gobernador con el 57.38% de los votos, y obteniendo 51 diputados en la Legislatura.

## Historia

### Unión por Córdoba
Hacia 1998 el entonces Senador Nacional, José Manuel De La Sota, que ya había intentado en dos oportunidades ser gobernador de la provincia de Córdoba, logra el aval del Partido Justicialista para representar al mismo en las elecciones a disputarse el 20 de diciembre de dicho año. Para ello conforma una alianza de centroderecha con eje central en el peronismo que incluye a a la Unión del Centro Democrático, de tendencia económica liberal y  a la Acción para el Cambio (APEC), de tendencia desarrollista obteniendo el triunfo con el 45,49% de los votos y derrotando a la UCR que gobernaba la provincia desde 1983, rompiendo así su hegemonía.
Hacia las elecciones del 2003, De La Sota busca un nuevo mandato y amplia la alianza sin la UCEDÉ, pero incorporando a Acción Popular, Acción por la República, Frente Federal, Movimiento de Acción Vecinal, Partido Demócrata Liberal y el Partido Demócrata Cristiano, alcanzando así la reelección con el 51,84% de los votos.
Las elecciones del 2007 representan el momento crucial de la alianza que determina ahora si la construcción de una nueva hegemonía provincial, invalidado De La Sota para buscar un nuevo mandato, designa como sucesor al entonces vicegobernador, Juan Schiaretti. Estas elecciones marcan la reincorporación de la UCEDÉ a la alianza así como la salida de APEC, incorporación también a Unión Ciudadana, Unión Vecinal de Córdoba, Nuevo País, el Partido Demócrata, el Movimiento de Unidad Vecinalista y Política Abierta para la Integridad Social. El triunfo fue ajustado alcanzando el 37,17% contra el 36,04% de Luis Juez, llevando a la judicialización del escrutinio por parte de este último sin lograr cambiar el resultado. Igualmente es este el momento donde el desafío de construit la hegemonía fue superado y comenzó un proceso de alternancia en el poder entre los dos líderes del espacio.
Para 2011 vuelve a ser el candidato José Manuel el candidato en alianza con el Partido Justicialista, el Demócrata, el Demócrata Cristiano, Acción por la República, Acción Popular, UCEDÉ, Vecinalismo Independiente y Recrear para el Crecimiento, obteniendo cómodamente el tercer mandato como gobernador de la sota con el 42,60% de los votos y el cuarto periodo de la fuerza política en el poder.
En 2015 con el líder del espacio buscando la candidatura presidencial, Juan Schiarett vuelve a ser el candidato del espacio en alianza con el Partido Justicialista, Movimiento de Integración y Desarrollo, Partido Fe, Demócrata Cristiano, Unión Vecinal Federal, Acción Popular, Partido del Campo Popular, Movimiento de Acción Vecinal Primero La Gente, Política Abierta para la Integridad Social y el Partido Unión Ciudadana. Alcanza el triunfo para su segundo periodo como gobernador con el 39,99% de los votos.
Hacia 2018 fallece en un trágico accidente quien fuera el líder y fundador José Manuel De La Sota llevando a la finalización del uso de este nombre para referirse a la alianza del "cordobesismo".

### Hacemos por Córdoba
Hacia 2019, el entonces gobernador Juan Schiaretti vuelve a ser el candidato buscando así el tercer periodo como gobernador de la provincia y el sexto de la rebautízala fuerza política. Para esta elección conforma alianza con nuevos partidos de centroizquierda ampliando nuevamente la coalición a nuevos sectores. Por lo tanto Hacemos por Córdoba fue integrado por: el Partido Justicialista, Partido Fe, Partido Demócrata Cristiano, Movimiento de Integración y Desarrollo, Unión Vecinal Federal, Partido Liberal Republicano, Partido Intransigente, Partido Socialista, Generación para un Encuentro Nacional, Acción para el Cambio, Compromiso Federal y el Partido de la Concertación FORJA. Alcanzando esta reelección con el margen más alto de la historia de Córdoba, el 57,38% de los votos.

## Actualidad
Ya sin José Manuel De La Sota, y con Schiaretti imposibilitado de un nuevo mandato, la alianza proclamó a Martín Llaryora, intendente de Córdoba Capital, como candidato para las elecciones de 2023 y con la responsabilidad de continuar el proyecto iniciado en 1998. Para ello amplia nuevamente la coalición incorporando sectores pertenecientes anteriormente a Juntos por el Cambio y reenombrando a la misma como Hacemos Unidos por Córdoba. Los socios políticos del espacio son el Partido Justicialista, GEN; Acción por el Cambio; Demócrata Cristiano; Socialista; Intransigente; Unión Vecinal Federal; Federalismo Independiente; Movimiento de Acción Vecinal; Partido Estamos; Movimiento Libres del Sur; Fe; Frente Federal de Acción Solidaria; País y Compromiso Federal. También las agrupaciones Ateneo Rubén Américo Martí; Foro de Comunas y Municipios de la provincia de Córdoba; Vecinalismo Federal; Radicalismo Auténtico y Dignidad Radical que lidera la intendenta de la localidad de Juárez Celman, Myrian Prunotto, designada compañera de fórmula de Llaryora como candidata a vicegobernadora.

## Partidos Integrantes
| Partido | Partido                                    | Líder                       | Ideología                 | Posición         |
| ------- | ------------------------------------------ | --------------------------- | ------------------------- | ---------------- |
|         | Partido Justicialista                      | Juan Schiaretti             | Peronismo                 | Tercera posición |
|         | Compromiso Federal                         | Alberto Rodríguez Saa       | Peronismo Federal         | Centroderecha    |
|         | Partido Demócrata Cristiano                | Nancy Alberione             | Democracia cristiana      | Centroderecha    |
|         | Partido Socialista                         | Mónica Fein                 | Socialdemocracia          | Centroizquierda  |
|         | GEN                                        | Margarita Stolbizer         | Socialdemocracia          | Centroizquierda  |
|         | Movimiento de Acción Vecinal               | Raúl Humberto Albarracín    | Republicanismo            | Centroderecha    |
|         | Partido Fe                                 | Pablo Ansaloni              | Peronismo                 | Centro           |
|         | Partido Intransigente                      | Daniel Galdeano             | Yrigoyenismo              | Centroizquierda  |
|         | Política Abierta para la Integridad Social | José Octavio Bordón         | Socialdemocracia          | Centroizquierda  |
|         | Movimiento Libres del Sur                  | Humberto Tumini             | Nacionalismo de izquierda | Izquierda        |
|         | Frente Federal de Acción Solidaria         | Sergio Raúl Vladimir Flores | Peronismo Federal         | Centro           |
|         | Partido Acción para el Cambio              | David Mauricio Urreta       | Desarrollismo             | Centro           |
|         | Unión Vecinal Federal                      | José Antonio Maiocco        | Vecinalismo               | Centro           |
|         | Federalismo Independiente                  |                             |                           |                  |
|         | Estamos                                    |                             |                           |                  |

## Representantes en el Congreso Nacional
Diputados Nacionales
| Bloque Córdoba Federal Presidente: Carlos Mario Gutiérrez | Bloque Córdoba Federal Presidente: Carlos Mario Gutiérrez | Bloque Córdoba Federal Presidente: Carlos Mario Gutiérrez | Bloque Córdoba Federal Presidente: Carlos Mario Gutiérrez |
| Retrato                                                   | Nombre                                                    | Mandato                                                   | Mandato                                                   |
| Retrato                                                   | Nombre                                                    | Inicio                                                    | Fin                                                       |
| --------------------------------------------------------- | --------------------------------------------------------- | --------------------------------------------------------- | --------------------------------------------------------- |
|                                                           | Carlos Mario Gutiérrez                                    | 2019                                                      | 2027                                                      |
|                                                           | Natalia de la Sota                                        | 2021                                                      | 2025                                                      |
|                                                           | Ignacio José García Aresca                                | 2021                                                      | 2025                                                      |
|                                                           | Juan Fernando Brügge                                      | 2023                                                      | 2027                                                      |
|                                                           | Alejandra Torres                                          | 2023                                                      | 2027                                                      |

Senadora Nacional
| Retrato | Nombre               | Mandato | Mandato |
| Retrato | Nombre               | Inicio  | Fin     |
| ------- | -------------------- | ------- | ------- |
|         | Alejandra María Vigo | 2021    | 2027    |

## Resultados electorales

### Gobernador y vicegobernador
|  | 57.38 % |

|  | 45.20 % |

### Legisladores Provinciales
|  | 50.30 % |

|  | 49.48 % |

|  | 41.79 % |

|  | 41.83 % |

### Congreso Nacional
|  | 17.00 % |

|  | 24.99 % |

|  | 24.97 % |

|  | 29.87 % |